# Ken Rudd (Rennfahrer)

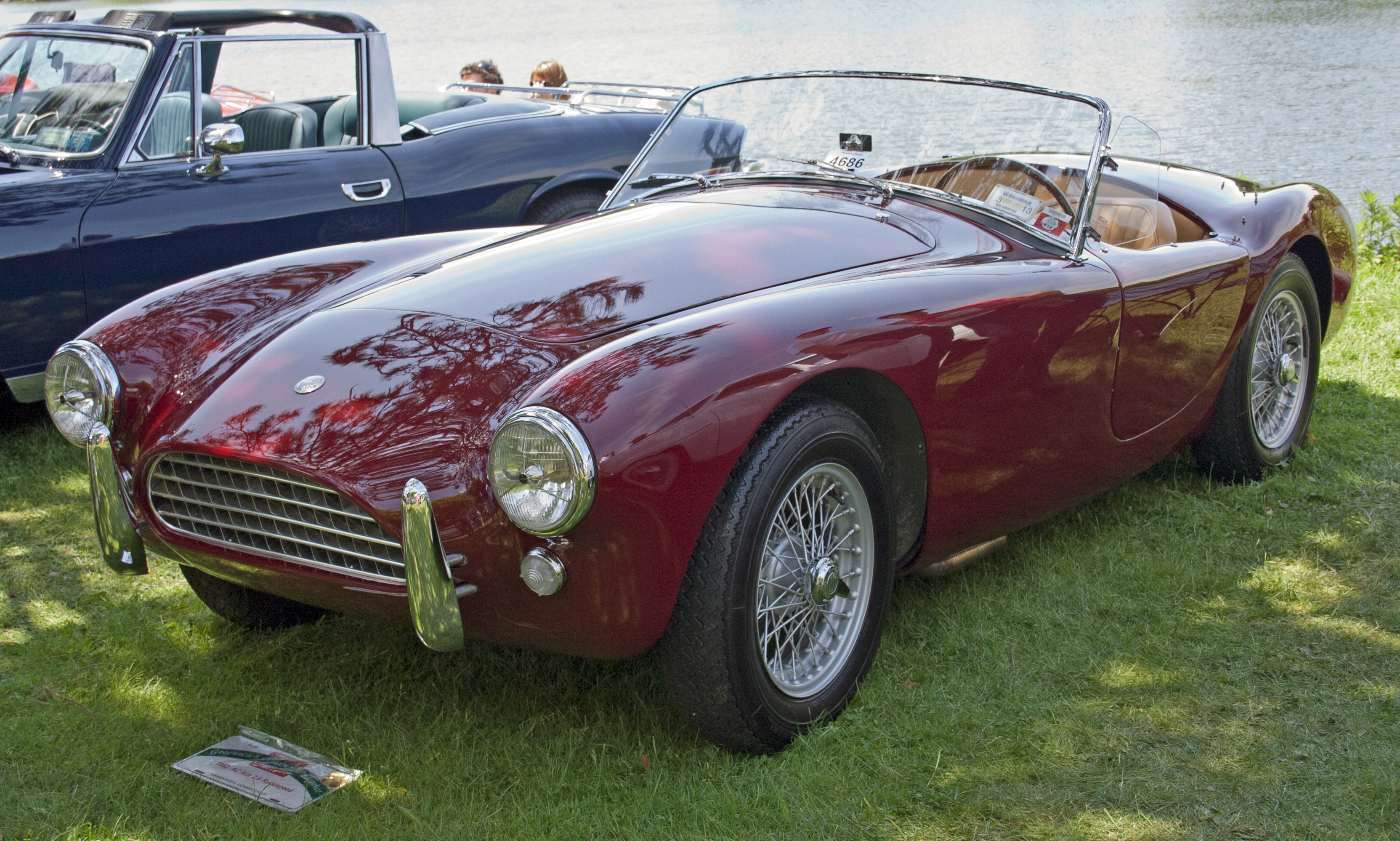
AC Ace mit 2,6-Liter-Ruddspeed-Motor

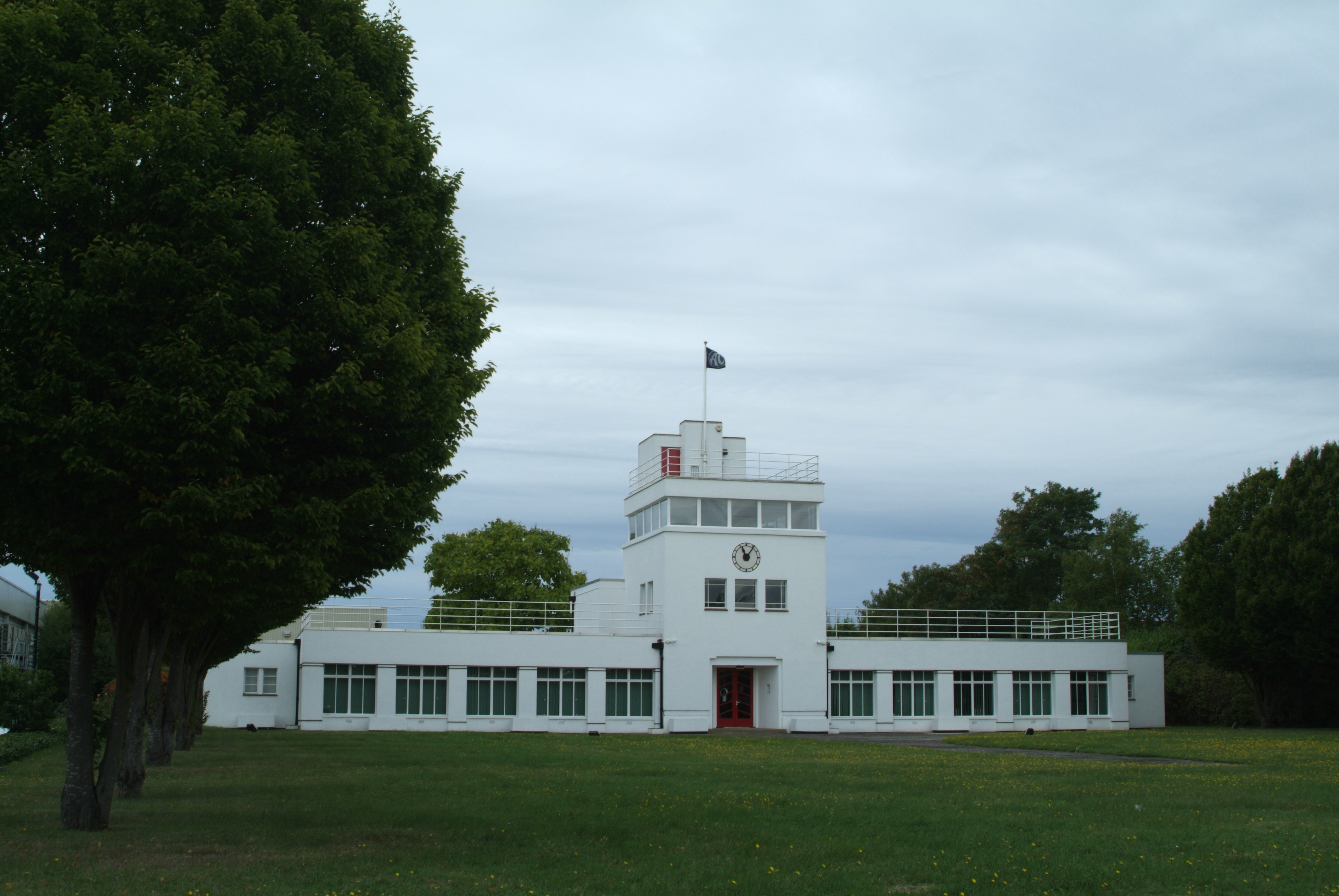
Der ehemalige Control-Tower des Brookland Aero Clubs; jetzt im Besitz von Ruddspeed

Kenneth Norman „Ken“ Rudd (* 24. März 1921 in London; † 29. August 2009 in Manilva) war ein britischer Unternehmer und Autorennfahrer.

## Unternehmer
Ken Rudd eröffnete im November 1945, wenige Monate nach dem Ende des Zweiten Weltkriegs, in Worthing eine Reparaturwerkstatt für Kraftfahrzeuge. Die Anfänge des Unternehmens waren sehr bescheiden; die erste Werkstatt befand sich in einem aufgelassenen Stall. Jahrelang arbeitete er für lokale Bauern und reparierte deren Landmaschinen, ehe er sich Anfang der 1950er-Jahre den Sportwagen zuwandte. 1948 hatte er mit der K. N. Rudd Ltd. eine Kapitalgesellschaft gegründet und errichtete wenige Jahre später in Worthing eine neue Betriebsstätte.
Bekannt wurde Rudd durch Umbauten und Modifikationen an Straßenfahrzeugen für den Rennbetrieb. Neben Modellen von Austin-Healey, Volvo und Alfa Romeo betraf dies vor allem Sportwagen von AC Cars. Grundlage für die Ausstattung von AC-Ace-Modellen mit Bristol-Motoren war 1956 ein Liefervertrag zwischen AC und Bristol Cars. Auf eine Anregung von Rudd geht auch 1957 die Einführung von Girling-Scheibenbremsen beim Ace zurück.
Über das eigene Unternehmen Ruddspeed bot Rudd Anfang der 1960er-Jahre Motoren für den Ace an. Der 2,6-l-Sechszylinder-Reihenmotor kam von Ford, wo er von 1956 bis 1961 in den Limousinen-Modellen Zephyr Mk.II und Zodiac Mk.II eingesetzt wurde. Rudd lieferte den Motor in fünf verschiedenen Leistungsstufen. AC baute 1961 einen leistungsgesteigerten Ruddspeed-Motor in einen ursprünglichen Ace ein. Die Leistungswerte waren so überzeugend, dass AC diese Version 1961 auf der British International Motor Show in London vorstellte und in das reguläre Lieferprogramm aufnahm.
Bis zu seinem Tod 2009 beschäftigte sich Rudd mit der Restaurierung von historischen Fahrzeugen, in erster Linie von AC und Volvo. Zum Unternehmen gehört auch der ehemalige Brooklands Aero Club House & Control Tower am Brooklands Aerodrome, auf dem sich er ehemalige Ovalkurs von Brooklands befand.

## Karriere als Rennfahrer
In den 1950er-Jahren war Rudd auch als Rennfahrer aktiv. 1953 wurde er gemeinsam mit Johnny Lockett Gesamtelfter beim 9-Stunden-Rennen von Goodwood. Neben einigen Siegen bei nationalen Sportwagenrennen gewann er 1957 das 3-Stunden-Rennen von Snetterton.
Im selben Jahr fuhr er gemeinsam mit Peter Bolton einen Werks-Ac Ace in Le Mans und wurde Gesamtzehnter.

## Statistik

### Le-Mans-Ergebnisse
| Jahr | Team         | Fahrzeug | Teamkollege  | Platzierung | Ausfallgrund |
| ---- | ------------ | -------- | ------------ | ----------- | ------------ |
| 1957 | AC Cars Ltd. | AC Ace   | Peter Bolton | Rang 10     |              |

### Einzelergebnisse in der Sportwagen-Weltmeisterschaft
| Saison | Team        | Rennwagen | 1   | 2   | 3   | 4   | 5   | 6   | 7   |
| ------ | ----------- | --------- | --- | --- | --- | --- | --- | --- | --- |
| 1955   | Frazer Nash | DKW 3=6   | BUA | SEB | MIM | LEM | RTT | TAR |     |
| 1955   | Frazer Nash | DKW 3=6   |     | DNF |     |     |     |     |     |
| 1957   | AC Cars     | AC Ace    | BUA | SEB | MIM | NÜR | LEM | KRI | CAR |
| 1957   | AC Cars     | AC Ace    |     | 10  |     |     |     |     |     |